# Aeroportul Tlokoeng
Aeroportul Tlokoeng (IATA: TKO, ICAO: FXTK) este un aeroport din Districtul Mokhotlong, Lesotho.
Situat la o altitudine de 2.134 m, aeroportul dispune de o singură pistă.